# 丘奇委員會
丘奇委员会（英語：Church Committee）是“美国参议院情报特别委员会为研究政府情报活动”的常用名称，是一个在1975年由弗兰克·丘奇主持的美国国会委员会，也是美國參議院情報委員會的前身。一些中央情报局和联邦调查局活动在水门事件中暴露后，此机构调查了他们非法收集的情报。

## 延伸阅读
- Johnson, Loch K. . Chicago: Dorsey Press. 1988. ISBN 978-0-256-06320-2.
- Smist, Jr., Frank J. . Knoxville: University of Tennessee Press. 1990. ISBN 978-0-87049-651-6.